# إريك موردوك
إريك موردوك (بالإنجليزية: Eric Murdock)‏ مواليد 14 يونيو 1968 في نيوجيرسي، هو لاعب كرة سلة أمريكي معتزل. بدأ مسيرته الاحترافية في سنة 1991. تم اختياره من قبل فريق يوتا جاز خلال الدرافت. يبلغ طوله 6 قدم 1 بوصة (1.9 م). اعتزل اللعب في 2004. أحرز خلال مسيرته في الإن بي إيه 5118 نقطة بمعدل 10.1 نقاط في المباراة الواحدة.

## المسيرة الاحترافية
لعب مع يوتا جاز في موسم 1991–1992، ثم لعب مع ميلووكي باكز من سنة 1992 إلى 1996، ثم لعب مع فانكوفر جريزليز في موسم 1995–1996، ثم لعب مع دنفر ناغتس في سنة 1996، ثم لعب مع فورتيتودو بولونيا في الدوري الإيطالي في موسم 1996–1997، ثم لعب مع ميامي هيت في موسم 1997–1998، ثم لعب مع بروكلين نتس في سنة 1999، ثم لعب مع لوس أنجلوس كليبرز في موسم 1999–2000، ثم لعب مع فيرتوس بالاكانسترو بولونيا في موسم 2002–2003.

## روابط خارجية
- إريك موردوك على موقع إن بي أي (الإنجليزية)
- إريك موردوك على موقع سبورتس رفرنس (الإنجليزية)
- إريك موردوك على موقع كرة السلة الأوروبية.كوم (الإنجليزية)
- إريك موردوك على موقع كلية كرة السلة في سبورتس رفرنس.كوم (الإنجليزية)
- إريك موردوك على موقع ريلجم (الإنجليزية)
- إريك موردوك على موقع بروبوليرز (الإنجليزية)
- إريك موردوك على موقع سبورتس رفرنس (الإنجليزية)